# Sokolac (kommun)
Kommunen Sokolac (serbiska: Opština Sokolac, kyrillisk skrift: Општина Соколац) är en kommun i staden Istočno Sarajevo i Serbiska republiken i östra Bosnien och Hercegovina. Kommunen hade 12 021 invånare vid folkräkningen år 2013, på en yta av 692,25 km².
Av kommunens befolkning är 93,59 % serber, 5,58 % bosniaker och 0,24 % kroater (2013).